# Sinumelon godfreyi
Sinumelon godfreyi är en snäckart som beskrevs av Tom Iredale 1933. Sinumelon godfreyi ingår i släktet Sinumelon och familjen Camaenidae. Inga underarter finns listade i Catalogue of Life.